# Bessingham
Bessingham eller Bassingham är en ort i civil parish Sustead, i distriktet North Norfolk, i grevskapet Norfolk i England. Orten är belägen 6 km från Sheringham. Bessingham var en civil parish fram till 1935 när blev den en del av Sustead. Civil parish hade 122 invånare år 1931. Byn nämndes i Domedagsboken (Domesday Book) år 1086, och kallades då Basingeham.